# هاستنویل (کنتاکی)
هاستنویل (به انگلیسی: Hustonville) شهری در ایالت کنتاکی کشور ایالات متحده آمریکا است که جمعیت آن در سرشماری سال ۲۰۱۰ میلادی، ۴۰۵ نفر بوده‌است.